# 易道沛
易道沛，字晴湄，湖廣漢陽府漢陽縣（今湖北省武漢市漢陽）人，清朝政治人物，同進士出身。

## 生平
明崇禎十五年（1642年）壬午科湖廣鄉試舉人，清順治六年（1649年）己丑科進士，改江西瑞州府上高縣知縣。后任內閣中書。康熙二年，任貴州鄉試副考官。